# راندي توماس (مغن مؤلف)
راندي توماس (بالإنجليزية: Randy Thomas)‏ هو مغن مؤلف أمريكي، ولد في 15 نوفمبر 1954.

## وصلات خارجية
- راندي توماس على موقع ميوزك برينز (الإنجليزية)
- راندي توماس على موقع ديسكوغز (الإنجليزية)